# The Night Before (film, 2015)
Ne doit pas être confondu avec The Night Before (en), film de 1988 avec Keanu Reeves
Pour plus de détails, voir Fiche technique et Distribution.
The Night Before, ou La Veille au Québec (The Night Before), est un film de Noël américain coécrit et réalisé par Jonathan Levine et sorti en 2015.

## Synopsis
Trois amis d'enfance se rendent à New York pour leur traditionnelle sortie annuelle du réveillon de Noël.

## Fiche technique
- Titre original et français : The Night Before
- Titre québécois : La Veille
- Réalisation : Jonathan Levine
- Scénario : Jonathan Levine, Kyle Hunter, Ariel Shaffir et Evan Goldberg
- Direction artistique : Annie Spitz
- Décors : Chryss Hionis
- Costumes : Melissa Toth
- Photographie : Brandon Trost et Michael Flynn
- Montage : Zene Baker
- Musique : Marco Beltrami et Miles Hankins
- Casting : Henry Russell Bergstein et Allison Estrin
- Production : Seth Rogen, Evan Goldberg et James Weaver ; Rob Stull (assistant) ; Alex McAtee (associé) ; Barbara A. Hall, Kyle Hunter, Nathan Kahane, John Powers Middleton, Ariel Shaffir, Shaun Burke, Joseph Drake (production exécutive)
- Sociétés de production : Columbia Pictures, Good Universe, LStar Capital, Point Grey Pictures
- Sociétés de distribution : Columbia Pictures et Sony Pictures Releasing (États-Unis)
- Pays d'origine :  États-Unis
- Langue originale : anglais
- Format d'image : couleur - 35 mm - 2,35:1 - son Dolby Digital
- Genre : Comédie
- Durée : 101 minutes
- Date de sortie[1] :
  - États-Unis, Canada : 20 novembre 2015
  - France : 1er mars 2016 (VOD)
- Public[2] :
  - États-Unis : Rated-R
  - Canada : interdit aux moins de 14 ans
  - Royaume-Uni : interdit aux moins de 15 ans
  - France : Déconseillé aux moins de 10 ans (lors de sa diffusion TV sur RTL9) / Déconseillé aux moins de 12 ans (sur OCS)

 Sauf indication contraire, les informations mentionnées dans cette section peuvent être confirmées par la base de données cinématographiques IMDb,  présente dans la section « Liens externes ».

## Distribution
Sauf indication contraire, les informations mentionnées dans cette section peuvent être confirmées par la base de données cinématographiques IMDb,  présente dans la section « Liens externes ».
- Joseph Gordon-Levitt (VF : Donald Reignoux ; VQ : Hugolin Chevrette-Landesque) : Ethan
- Seth Rogen (VF : Xavier Fagnon ; VQ : Tristan Harvey) : Isaac
- Anthony Mackie (VF : Jean-Baptiste Anoumon ; VQ : Benoît Éthier) : Chris Roberts
- Jillian Bell (VF : Marie-Eugénie Maréchal ; VQ : Véronique Marchand) : Betsy
- Lizzy Caplan (VF : Céline Ronté ; VQ : Violette Chauveau) : Diana
- Heléne Yorke (VQ : Hélène Mondoux) : Cindy
- Mindy Kaling (VF : Edwige Lemoine ; VQ : Kim Jalabert) : Sarah
- Michael Shannon (VF : Bruno Dubernat ; VQ : Louis-Philippe Dandenault) : M. Green
- Ilana Glazer (VF : Laetitia Coryn ; VQ : Aline Pinsonneault) : Rebecca Grinch
- Aaron Hill (VF : Jimmy Redler ; VQ : Maël Davan-Soulas) : Tommy Owens
- Tracy Morgan (VF : Saïd Amadis ; VQ : Jacques Lavallée) : le narrateur / le Père Noël
- Darrie Lawrence : Nana
- Nathan Fielder : Joshua
- James Franco (VF : Anatole de Bodinat ; VQ : Martin Watier) : lui-même[3]
- Miley Cyrus (VF : Camille Donda) : elle-même[3]
- Kamal Angelo Bolden : Kamal
- Baron Davis (VF : Asto Montcho) : lui-même[3]
- Lorraine Toussaint (VF : Maïk Darah) : Mme Roberts
- Jason Mantzoukas (VF : Laurent Maurel) : le Père Noël méchant no 1
- Jason Jones (VF : Patrick Borg) : le Père Noël méchant no 2
- Randall Park (VF : Jérémy Bardeau) : le patron d'Ethan

 Source et légende : version française (VF) sur RS Doublage et selon le carton du doublage français. ; version québécoise (VQ) sur Doublage.qc.ca

## Production

### Attribution des rôles
Le film est centré sur les personnages de Joseph Gordon-Levitt (Ethan), Seth Rogen (Isaac) et Anthony Mackie (Chris Roberts).
Contrairement aux traditionnels films de Noël, The Night Before n'est pas tout public (R-rated aux États-Unis). Le film a été jugé ainsi pour ses scènes de nudité et à caractère sexuel ainsi que pour la représentation de l'usage de drogues.

### Tournage
Le tournage a débuté le 11 août 2014 à New York (États-Unis).